# Йозеф Менгеле
Д-р Йозеф Менгеле (на немски: Josef Mengele) е германски офицер от SS и лекар в нацисткия концентрационен лагер Аушвиц по време на Втората световна война, известен с прозвището „Ангелът на смъртта“.
Той е известен като един от лекарите на SS, които взимат решения кои от пристигащите затворници да бъдат убити и кои да бъдат изпратени на принудителен труд, както и за провеждането на неетични човешки експерименти със съмнителна научна стойност, често придружени с изключителна жестокост.
След войната Йозеф Менгеле става един от най-издирваните нацистки военнопрестъпници и той бяга в Латинска Америка. Там се установява в Аржентина и Уругвай, където живее под истинското си име. Опитите да бъде намерен и предаден на съд не са успешни и той умира в Бразилия през 1979 г., след като претърпява инфаркт, докато плува в морето. Погребан е под фалшиво име, но през 1985 г. гробът му е изровен и той бива идентифициран.
В кръга на познатите си Йозеф Менгеле е наричан Бепо (итал. Beppo, умалително от италианския еквивалент на Йозеф – Джузепе), но по света той става известен като „Ангела на смъртта“ – прякор, даден му от лагеристите.
Песента Angel of Death (1986), от албума Reign in Blood на групата Слейър е посветена на Менгеле.

## Дейност в Аушвиц
Преди войната Менгеле е бил асистент на проф. Отмар Фершуер във Франкфурт в Института за наследствена биология и расова хигиена. Хабилитацията на Фершуер е била на тема наследяване при близнаците. Макар и късно (чак през 1940 г.), Фершуер става член на Националсоциалистическата германска работническа партия, но никога не е криел одобрението си за идеята за расова хигиена. Според колеги Менгеле бил „любимият ученик“ на Фершауер. Фершуер станал по-късно ръководител на Института Кайзер Вилхелм в Берлин. (Kaiser-Wilhelm-Institut für Anthropologie, menschliche Erblehre und Eugenik)

### Близнаци
Една от главните области, от които се интересувал Менгеле било изучаването на близнаци. Тази тематика по това време е била от голям интерес за науката. Еднояйчните близнаци имат еднакъв генетичен материал. Ако се изследват еднояйчни близнаци, разликите в развитието им и пр. могат да се обяснят единствено с въздействието на „околната среда“. От особен интерес в Германия по това време е била и ролята на наследствения материал при инфекциозни заболявания. За тези изследвания били необходими наблюдения над заболели еднояйчни близнаци, каквито обаче са изключително редки.
Предполага се, че особения интерес на Менгеле към близнаците от концлагера в Аушвиц се е дължал на намерението му да напише хабилитация на тази тема.
По свидетелства на очевидци Менгеле смятал за безотговорно да се изпусне единствената по рода си възможност за изследвания, която се открива в Аушвиц.
| „ | „Wenn die sowieso ins Gas gehen,...“ habe Mengele gesagt. „Die gibt es nie wieder, diese Chance.“: „Така и така ще бъдат обгазени,..“ казал Менгеле. „Тази възможност повече никога няма да я има“ | “ |

Менгеле устроил в концлагера т.нар. „детска градина“, в която били настанявани деца до 6-годишна възраст. Бараките били в много по-добро състояние от останалите в лагера, имало детска площадка, люлки, въртележки, а децата получавали известно време по-добра храна. Тук започнали първите му изследвания над близнаци. Близнаците били постоянно попълвани от новопостъпилите концлагеристи, като за целта Менгеле ходел на перона при пристигащите влакове, дори когато не бил на смяна.
Менгеле не бил в състояние да проведе многобройните изследвания сам, затова за него работели под смъртен страх евреи-концлагеристи с медицинско образование. Известни са случаи на самоубийства на лекари, така например д-р Кобленц-Леви се е самоубил, защото „не можел да участва в такива варварски изследвания“:
| „ | Nach wenigen Tagen habe Koblenz-Levi ihm, Neumann, aber gesagt, „daß er so eine barbarische Forschung nicht machen kann. | “ |

Има свидетелства на очевидци за преливане на кръв, инжектиране на чужди тела и болестотворни организми, както и провеждане на операции без упойка. Според Miklós Nyiszli през лятото на 1945 година по нареждане на Менгеле били убити 14 близнаци-цигани, подложени на дисекция. Жертвите обикновено не разбирали, че Менгеле извършва или нарежда убийства, тъй като той се държал изключително коректно с тях. По тази причина доста оцелели от концлагера не можели да повярват на станалите известни факти след войната.
Точният брой на „изследваните“ близнаци не е известен, според някои оценки те са били не по-малко от 900.

### Очи отАушвиц
Докато изследванията свързани с близнаци са били от личен интерес, някои от експериментите на Менгеле се свързват с проектите на други учени, работещи по това време в Института Кайзер Вилхелм. Той капвал в очите на концлагеристи (деца) някаква течност, от която очите им се зачервявали, подували и отделяли гнойни секрети. В някои случаи това водело до ослепяване или смърт на „пациентите“.
За тази дейност на Менгеле се предполага, че е свързана с изследванията на биоложката Карин Магнусен от Института Кайзер Вилхелм. Магнусен се интересувала от това дали цветът на очите се предава по наследство и дали може да се използва за определяне на расата и произхода. Някои от експериментите на Магнусен приличали на тези на Менгеле в Аушвиц. Тъй като самият Менгеле не е имал опит и знания в областта на офталмологията се предполага, че е получавал препаратите си (течностите) от Магнусен. В статия на Магнусен от 1944 г. със заглавието: Über die Beziehungen zwischen Irisfarbe, histologischer Pigmentverteilung und Pigmentierung des Bulbus beim menschlichen Auge (Приблизителен превод: За връзката на цвета на ириса на очите и пигментацията на очната ябълка у човешките очи). В нея се говори за изследването на 31 чифта човешки очи, без да се споменава техния произход. Предполага се, че препарираните очи идват от концлагера в Аушвиц.

### Нома
Номата е рядко бактериално заболяване. При него тъканта по бузите на пациента загнива, опада при което се образуват дупки и накрая засегнатият умира от отравяне на кръвта. Болестта се наблюдава у пациенти с отслабена имунна система вследствие на продължително гладуване/недохранване (недостиг на белтъци), друго тежко заболяване и др. Най-засегнати са деца под 6 години, и такива от най-бедните семейства в развиващите се страни, в развитите страни болестта е почти непозната.
Епидемия от нома „избухнала“ през 1944 г. в т.нар. „цигански лагер“ (част от концлагера) в Аушвиц. Засегнати били предимно деца и юноши. С помощта на лекари-концлагеристи били изучавани протичането, причините и начините за лечение на болестта. Менгеле фотографирал засегнатите части от лицето и наредил на художник (концлагерист) да изготвя скици на лицата. Години след войната лекаря Czeslaw Glowacki разказал, че Менгеле вземал секрети от засегнатите пациенти и ги инжектирал на здрави концлагеристи (предимно деца, но е имало и група от възрастни). По оценка на Glowacki около 3000 души станали жертва на „епидемията“. Проби от тъканите или цели препарирани човешки глави били изпращани на няколко института на Вафен-СС.

### Други експерименти
Известно е, че Менгеле е участвал и официално в изследователски проекти, финансирани от Deutsche Forschungsgemeinschaft, в които участвали учени от Института Кайзер Вилхелм (ръководителят на Менгеле Фершуер, Emil Abderhalden, Günther Hillmann и др.). С тази цел кръвни проби на концлагеристи от Аушвиц са били изпращани в Берлин.
Известни са случаи на концлагеристи, болни от нанизъм, които са били убивани по нареждане на Менгеле, труповете им са били разлагани с хлорна вар, а скелетите им са изпращани в Института Кайзер Вилхелм.
Лекарите Carl Clauberg и Horst Schumann провеждали експерименти с цел стерилизиране (кастрация), в които участвал отчасти и Менгеле. Той инжектирал киселини, облъчвал с рентгенови лъчи и давал хормонни препарати.
Химическите/фармацевтичните компании Хьохст, Байер и др. изпращали новоразработени медикаменти за тифус, малария и др., които били изпробвани на концлагеристите. В тези тестове Менгеле имал също известно участие. По данни на очевидец, Менгеле заразявал концлагеристи с тифус и изпробвал (очевидно неефективен) препарат против болестта. Менгеле също така издирвал концлагеристи, преболедували малария, за да бъдат убити и от кръвта им да се разработи ваксина.

### Заключение
Според известните данни може да се предполага, че престоят на Менгеле в Аушвиц не е бил случаен. Той е имал контакти из изследователските среди в Германия и е бил чест гост на научни конгреси. Освен това е бил чест посетител на Института Кайзер Вилхелм при своя бивш ръководител проф. Отмар Фершуер. За същия институт са доставени голям брой проби, препарати и др. от Аушвиц, които са били от полза за трудовете на редица учени.
Дейността на Менгеле не е била плод на „болен мозък“, а хладнокръвно, нечовешко провеждане на експерименти, съгласувани на най-високо ниво (Хайнрих Химлер) с учени и фармацевтични компании.